# Scleria foveolata
Scleria foveolata är en halvgräsart som beskrevs av Antonio José Cavanilles. Scleria foveolata ingår i släktet Scleria och familjen halvgräs. Inga underarter finns listade i Catalogue of Life.